# 40023 ANPCEN
40023 ANPCEN è un asteroide della fascia principale. Scoperto nel 1998, presenta un'orbita caratterizzata da un semiasse maggiore pari a 2,5526731 au e da un'eccentricità di 0,2588214, inclinata di 3,07117° rispetto all'eclittica.